# Tre Cime di Lavaredo
Tre Cime di Lavaredo («Lavaredos tre tinder»), på tysk Drei Zinnen, er en markant bjergformation og et landemærke i Dolomitterne. Den bratte nordvæg er sandsynligvis et af Alpernes mest kendte landskaber. Bjergrækken ligger i den østligste del af Dolomitterne (Sextner Dolomitterne) i Nord-Italien og danner skellet mellem den tysktalende provins Sydtyrol i nord og den italiensksprogede provins Belluno i syd.

## Toppene
De tre hovedtoppe er fra vest mod øst:
- Cima Ovest / Westliche Zinne («Vesttinden»), 2.973 moh.; første bestigning i 1879 af Michel Innerkofler.
- Cima Grande / Große Zinne («Stortinden»), 2.999 moh.; første bestigning i 1869 af Paul Grohmann, Franz Innerkofler og Peter Salcher. Nordvæggen er en af alpernes seks store nordvægge.
- Cima Piccola / Kleine Zinne («Den lille tinde»), 2.857 moh.; første bestigning i 1881 af Hans og Michel Innerkofler.

Ud over disse markante hovedtoppe består bjergmassivet blandt andet også af Punta di Frida (2.792 moh.), Torre Preuss / Preußturm (tidligere Cima Piccolissima / Kleinste Zinne, dvs. «Mindste tinde», 2.700 moh.) og Torre Minor / Allerkleinste Zinne («Allermindste tinde»).
Efter første bestigning af Große Zinne i 1869 regnes Drei Zinnen som det mest eftertragtede klatremål i Alperne, og toppene er åbnet med talrige ruter i alle sværhedsgrader. Klatremiljøet i området er center for alpin klatresport. Den enkle tilgængelighed har medført at også masseturismen har fundet området.
Under første verdenskrig udgjorde Drei Zinnen med omgivelser en del af fronten mellem Italien og Østrig-Ungarn, og der blev udkæmpet heftige kampe i området.

## Omgivelser
Drei Zinnen rejser sig ved sydenden af det vidstrakte Zinnenplateau med Lange Alm (La Grava Longa), et alpint højfjeldsplateau på omtrent 2.200–2.400 moh. beliggende i den øvre ende af Rienzdalen (Valle della Rienza). Her ligger tre små bjergsøer som kaldes Zinnenseen. Området nord for massivet hører til Toblach i Sydtyrol og naturpark Drei Zinnen som har været på UNESCOs liste over verdens kultur- og naturarvsteder siden 2009.
Kammen løber i retning øst-vest og danner grænsen til kommunen Auronzo di Cadore i provinsen Belluno som samtidig er den tysk-italienske sproggrænse. Mod nordøst fører kammen videre til den 2.454 meter høye Paternsattel (Forcella Lavaredo). Videre bøjer den af mod nord med bjergene Passportenkopf (Croda di Passaporto, 2.719 moh.) og Paternkofel (Monte Paterno, 2.744 moh.). I vest fortsætter den over Forcella Col di Mezzo (2.315 moh.) til Zinnenkuppe (Col di Mezzo) (2.254 moh.) og videre til det 2.252 m. høje Katzenleiterkopf (Croda d'Arghena).
Sydvest for Drei Zinnen, ved Forcella Col di Mezzo ligger plateauet Plano di Longeres over Valle di Rimbianco, en sidedal til Rienzdalen. Ret syd for Westliche Zinne deler dalen Forcella di Longeres (2.235 moh.) Plano di Longeres fra Vallone di Lavaredo, en sidedal til Piavedalen. I sydlig retning ligger Cadini-gruppen.
Det laveste punkt mellem Große Zinne og den nærmeste højere top, Zwölferkofel (3.094 moh.), er den 2.453 moh. høje Paternsattel, og dermed er Große Zinnes primærfaktor 545 m og sekundærfaktoren 4,25 km.
17 kilometer sydvest ligger Cortina d'Ampezzo, den største by i området. Andre større steder som kan nævnes er Toblach 13 kilometer mod nordvest og Innichen 12 kilometer mod nord.